# Nagak

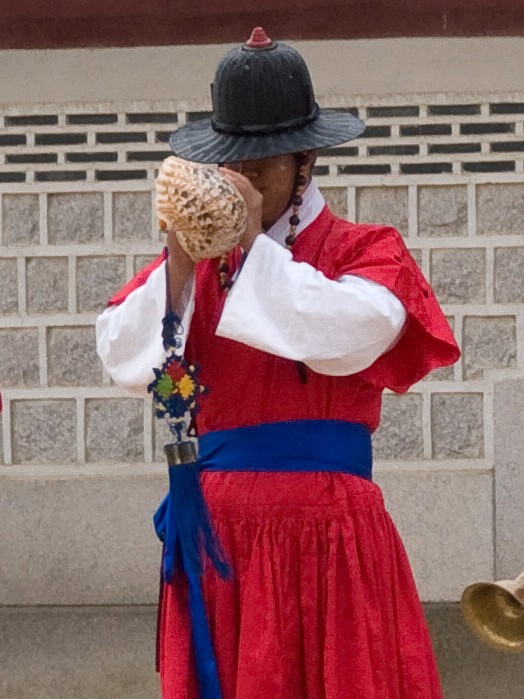
Nagakspelare vid Gyeongbokgungpalatset i Seoul.

Nagak (koreanska: 나각) är ett traditionellt koreanskt musikinstrument som är tillverkat av skalet på en stor snäcka, Charonia tritonis eller "Tritons trumpet". Den upp till 60 centimeter långa snäckan spelas som ett horn via ett hål i dess spetsiga ända.
Nagaken producerar endast en ton och används därför huvudsakligen till marschmusik, vid den militära processionen daechwita samt i samband med det ceremoniella vaktskiftet vid Gyeongbokgungpalatset i Seoul. Instrumentet används inte bara i Korea utan också i närliggande länder.